# Carl Fock (1812–1905)
Carl Johan Fredrik Emil Fock, född 31 december 1812 i Bjurbäcks församling, Skaraborgs län, död 7 mars 1905 i Jönköpings västra församling, var en svensk friherre, militär, godsägare och riksdagsman.

## Biografi
Fock blev 1831 fänrik vid Smålands grenadjärbataljon, löjtnant där 1841, och 1850 kapten. Han blev sedermera överstelöjtnant i armén och i riksdagen ledamot av andra kammaren. År 1854 blev Fock riddare av Svärdsorden.
Carl Fock var fänriken friherre Adolph Fredrik Focks andra barn av fyra i dennes första äktenskap, med Anna Carolina De Frese och äldre bror till Alfred Fock. Fock var gift med Matilda Almark (1817–1886). De var föräldrar till Wissa Nyqvist. Han var farbror till Adolf Fock. Makarna Fock är begravna på Östra kyrkogården i Jönköping.